# Pétrole de schiste aux États-Unis
Le pétrole de schiste aux États-Unis a connu une très forte croissance au XXIe siècle, ce qui a permis au pays de devenir le premier producteur mondial de pétrole pour la première fois depuis plus 70 ans, puis de produire autant de pétrole qu'il en consomme.

## Technologie
La fracturation hydraulique consiste à injecter un fluide sous haute pression, généralement composé d’eau mais aussi de sable, afin de fracturer des formations géologiques sédimentaires compactes et imprégnées d’hydrocarbures, souvent via un forage horizontal, puis de récupérer gaz et pétrole. Des additifs permettent de maintenir les failles ouvertes.

## Réserves et localisation
Les réserves de pétrole de schiste des États-Unis s'élèvent à 24 Gbl, soit 54 % des réserves pétrolières du pays, dont 14,8 Gbl dans le bassin permien, zone sédimentaire allant de l'ouest du Texas au sud-est du Nouveau-Mexique, loin devant les 4,4 Gbl du bassin de Williston (Bakken/Three Forks, au Dakota du Nord) et les 3,6 Gbl du bassin de Western Gulf (Eagle Ford, au  sud-est du Texas).. Mais selon certaines sources, le bassin du Permian pourrait autant de réserves que l’Arabie saoudite.

## Décollage de la production

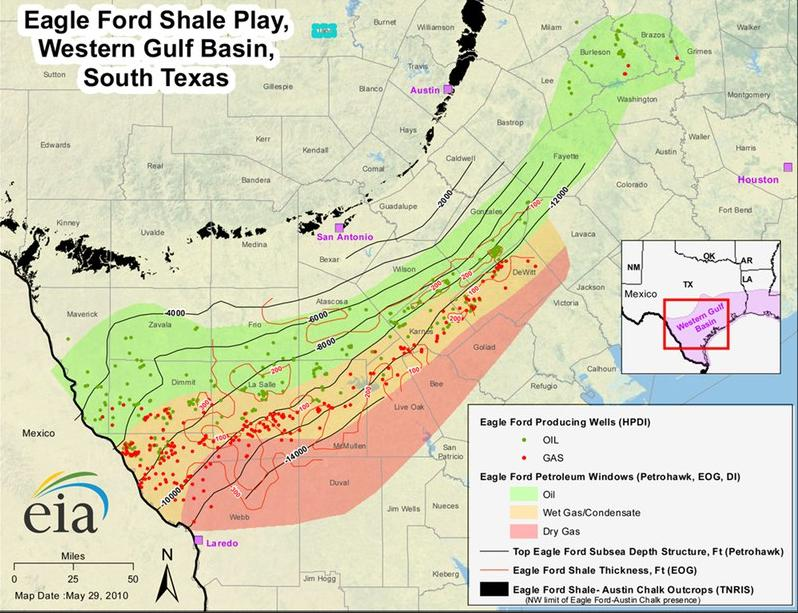
Carte des puits de pétrole (en vert) et gaz (en rouge) des formations de Eagle Ford (Texas) en 2010.

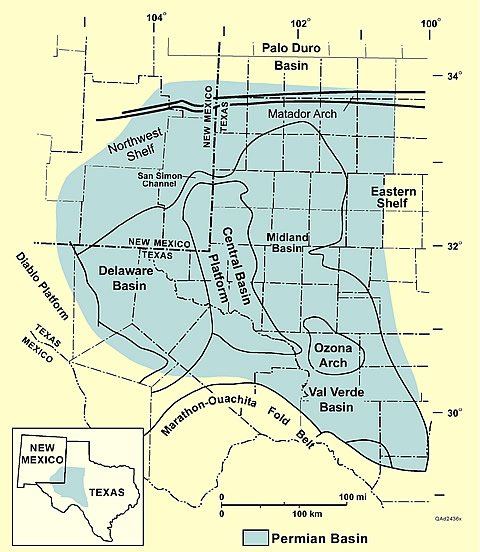
Carte du Bassin du Permien (Texas et Nouveau-Mexique), principale zone de production de pétrole de schiste aux États-Unis.

La production de pétrole de schiste des États-Unis a été multipliée par 21 en une douzaine d'années, passant d'un niveau moyen de 0,4 Mbl/j au début des années 2000 à 8,34 Mbl/j en novembre 2019. C'est grâce au schiste (non conventionnel) du Texas et du Nouveau-Mexique que le pays a depuis la décennie 2010 ravi à l’Arabie saoudite sa place de plus grand producteur mondial de pétrole. En mars 2025, l’Agence fédérale d’information sur l’énergie prévoyait que le record national (13,2 millions de barils par jour en 2024) soit encore battu en 2025 (13,6 millions) puis en 2026 (13,8 millions).

## Prix de revient
L'entrée du milliardaire Warren Buffett au capital d'Occidental Petroleum montre que le schiste est devenu un investissement rentable, malgré sa courte durée de vie. Une accélération du processus d’apprentissage de l’industrialisation du schiste a permis d'abaisser le prix de revient. Le forage horizontal, devenue un "standard" dès la fin des années 2010, a permis d'extraire des ressources jugées jusqu'alors inexploitables, en multipliant par cinq la productivité d'un puits, malgré un coût deux fois plus élevé. Ainsi, l'équation voulant que "plus le prix de vente du brut baisse, moins les champs sont rentables" est d’autant plus vraie aux Etats-Unis que  leur place de leader mondial du pétrole doit beaucoup au schiste, ce qui fait que l’extraction pétrolière y "coûte en général bien davantage qu’en Arabie saoudite, par exemple, pour des raisons géologiques". Une étude publiée en mars 2025 par la Réserve fédérale de Dallas a calculé le prix du WTI nécéssait pour couvrir les frais de gisements américains en fonctionnement, en moyenne 41 dollars, et pour lancer de nouveaux forages, en moyenne 65 dollars. Les producteurs ont foré des puits un peu partout, grâce à des prix leur garantissant la viabilité. Dans certaines zones, le prix de revient s’élève à 70 dollars le baril, obligeant les producteurs à se recentrer sur les zones les plus rentables, lors de la baisse des cours, dans les bassins du Bakken, d’Eagle Ford ou de Permian, où le prix de revient est déjà sous les 50 dollars. Mais en avril 2025, d'autres données, de Rystad Energy, font état, pour la plupart des producteurs de schiste américain, d'un point mort à 62 dollars le bari, après coûts de la dette et des dividendes, les zones de production plus anciennes étant les plus exposées aux défis de rentabilité.

## Histoire

### Situation en 2014-2015

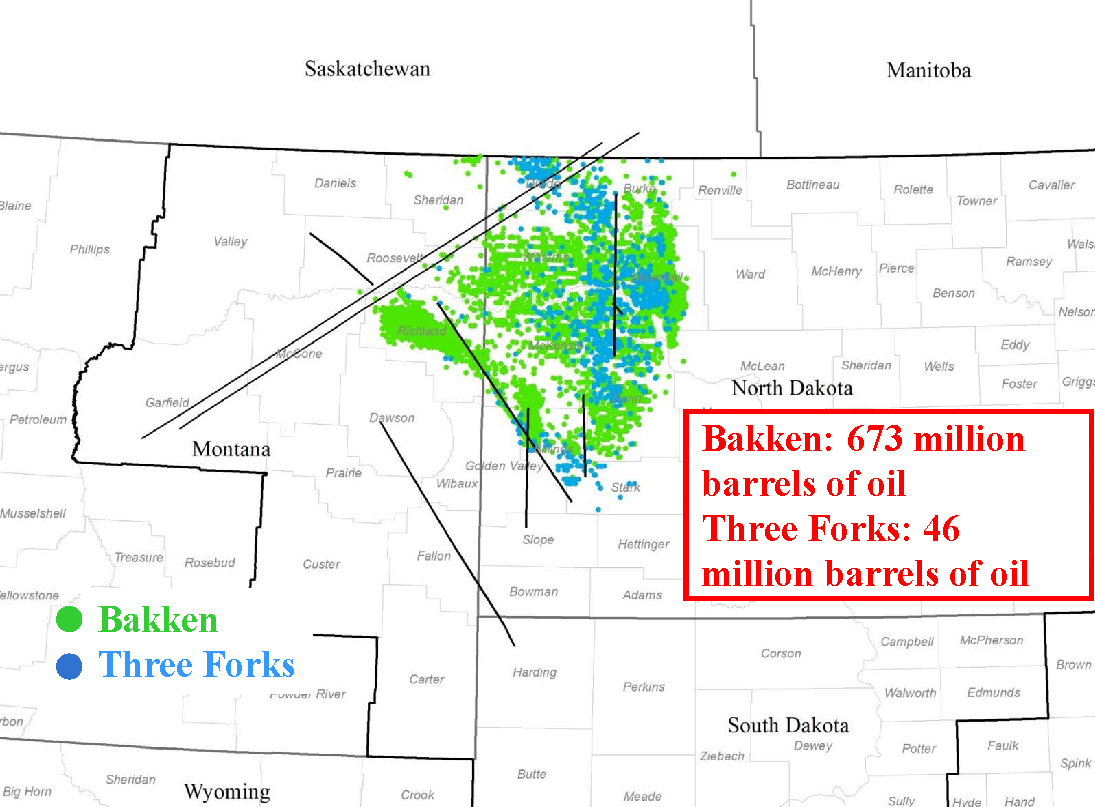
Carte des puits de pétrole des formations de Bakken et Three Forks (Dakota du Nord) en 2013.

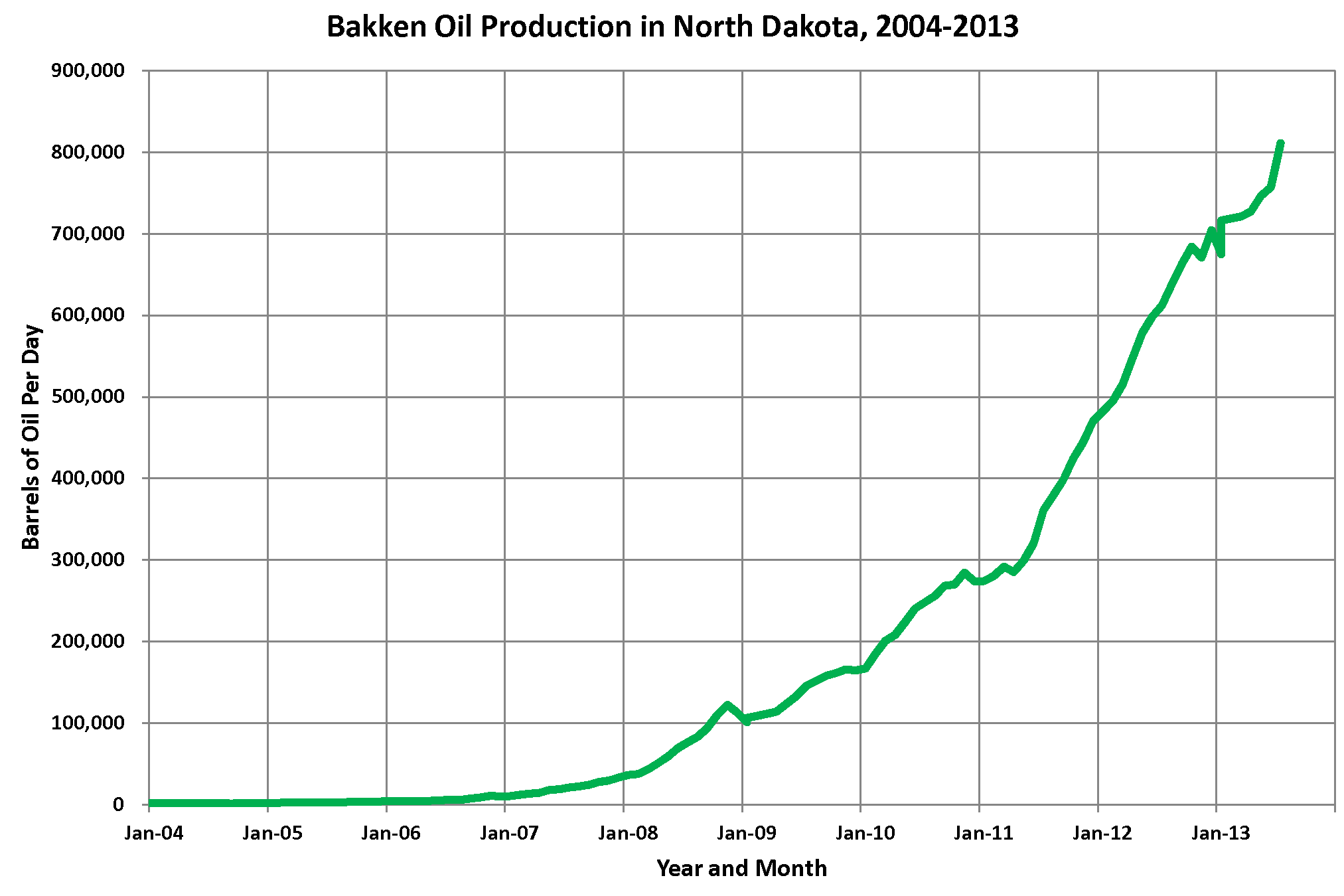
Production de pétrole de la formation de Bakken-Three Forks, en barils par jour.

Début 2014, lorsque le baril était au-dessus de 100 dollars et les technologies innovantes de forage par fracturation hydraulique encore souvent trop coûteuses, quand se manifeste un boom de la production devenu significatif mi-2014. La baisse des cours du pétrole au deuxième semestre 2014 a d'abord entraîné celle des investissements et plus tard celle de la production. Ainsi c'est au cours de 2015 que les cours du brut se sont effondrés. Les pétroliers qui au début 2015 étaient persuadés de pouvoir maintenir le même niveau de production à moindres coûts ont reconnu en septembre 2015, s’être lourdement trompés. Certains sont restés tout à fait rentables, mais, selon Moody’s, la moitié des producteurs américains de pétrole affichent des coûts d’exploitation par baril supérieurs à 51 dollars ; avec un baril à 45 dollars, plus de la moitié d’entre eux sont donc non rentables aujourd’hui. Plus de 70 000 postes ont été supprimés dans l’énergie aux États-Unis depuis janvier 2015, dont un millier de salariés Chevron licenciés à Houston, avec la faillite d'une quinzaine de pétroliers plus petits (Samson Resources, Dune Energy, Quicksilver, Saratoga, etc). La production a commencé à ralentir en juin (–3 % par rapport à avril).

### Situation en décembre 2016
L'effondrement des prix du pétrole, divisés par trois en moins de deux ans, a provoqué l'une des crises les plus violentes que l'industrie ait connue: dizaines de milliers de suppressions de postes, faillites en série, disparaître d'une centaine de producteurs nord-américains. Les plus solides ont dû mettre des puits en sommeil et surtout, pour ne pas avoir à trop le faire, comprimer des coûts de forage déjà réduits par la technologie. Au total, ils ont été diminués de 30 à 40 %,. La remontée des prix fin 2016 a permis de relancer la production ; s'ils atteignent les 60 dollars, la production de pétrole de schiste, d'environ 4,5 millions de barils par jour fin 2016, pourrait bondir d'un demi-million de barils par jour, calcule alors la banque JP Morgan, car une bonne partie des plates-formes, ne sont pas détériorées du fait de leur non-utilisation pendant 2 ans, même s'il faut compter 6 mois au total, d'autant que 5000 puits, dont le forage avait déjà été effectué, devaient être complétés pendant 4 mois. Le bassin du Permien devait assurer à lui seul 500 000 des 700 000 barils par jour de rebond attendu fin 2017, par rapport à fin 2016.

### Consolidation attendue en 2018
Le secteur est en 2018 jugé mûr pour la consolidation, alors qu'on dénombre quelque 200 opérateurs ayant creusé des puits.

### Prévisions de 2019
L'Agence internationale de l'énergie prévoit en 2019 que la production devrait augmenter de plus de 50 % d'ici à 2024. Selon les prévisions du cabinet Rystad, le schiste représentera 70 % du brut américain en 2024 contre 57 % en 2018, permettant aux États-Unis de dépasser la production combinée de la Russie et de l'Arabie saoudite au milieu des années 2020. De leur côté, les experts, en décembre 2019? prévoient, autour d'un scénario central de WTI à 55 dollars, une progression du pétrole américain pour trois ou quatre ans encore, mais à un rythme moins rapide, puis un plateau, avant Un déclin débutant d'ici 2024 à 2029. Seul un baril à 45 dollars stopperait vraiment la croissance. Le cycle serait un peu décalé pour la seule production de pétrole de schiste, cependant plus sensible à une éventuelle baisse du prix WTI, qui passerait, elle, dans le scénario central, de 8,7 millions de barils par jour fin 2019 à un pic de plus de 14 millions à la fin des années 2020, avant un déclin, mais pas avant le milieu des années 2030. Mais le Covid retarde le processus: c'est seulement  en 2023 que le nivau de décembre 2019 est récupéré.

### Situation en 2020-2021
En septembre 2021, Shell vend à ConocoPhillips ses actifs dans le Bassin permien, qui représentaient 10 % des réserves du bassin permien, au deuxième rang derrière Chevron (15 %). Après une chute pendant la pandémie de Covid-19 à 6,19 Mbl/j en mai 2020, la production de pétrole de schiste des USA est progressivement remontée à 8 Mbl/j au dernier trimestre 2022. Le bassin permien en représentait en janvier 60 % (Wolfcamp : 32,4 %, Spraberry :18,9 %, Bonespring : 8,5 %), le gisement texan d'Eagle Ford 12,5 % et le gisement de Bakken 13,1 %.

### Situation en 2025
Le seuil de rentabilité des nouveaux puits américains » se situerait plutôt « autour de 65 dollars le baril", selon Kepler Securities. Le baril de WTI a atteint un plus bas à 55 dollars le 9 avril, en baisse de 23 % par rapport au cours de clôture du  2 avril, jour où Donald Trump a imposé des droits de douane punitifs à 180 pays. Plusieurs membres de l’Organisation des pays exportateurs de pétrole ont augmenté leur production, afin d’entraver la croissance de l’industrie pétrolière aux Etats-Unis.

## Guerre des prix contre le pétrole de schiste
L’Arabie Saoudite souhaite une guerre des prix contre le pétrole de schiste américain, selon une source anonyme citant son ministre du pétrole, cité le 27 novembre 2024 par l’agence Reuters, lorsque le baril de Brent revient aux alentours de 70 dollars, après avoir perdu 10 dollars en moins d’une semaine, cette dernière bénéficiant de coûts d’extraction parmi les plus faibles" au monde, "estimés entre 5 et 10 dollars le baril". Un scénario envisagé par l’Agence internationale de l’énergie dans son rapport de début novembre, selon lequel la production des pétroles non-conventionnels coûteux dit "de schiste" et les sables bitumineux nord-américains était le seul rempart au déclin des autres pétroles. En avril 2025, les producteurs américains de pétrole de schiste "font face à la menace la plus grave depuis des années" car de nombreux analystes estiment que les droits de douane contre la Chine, premier importateur de brut au monde, vont freiner les attentes de la demande d'énergie globale.

## Aspects environnementaux
Selon  Reuters, les profits des cinq premiers pétroliers cotés, BP, Shell, Exxon, Chevron et TotalEnergies, ont atteint 410 milliards de dollars en trois ans (2021à 2023). Pendant la présidentielle 2024, Donald Trump a promis de supprimer les réglementations environnementales, pour aider de nouveaux gisements et exhorté à forer (« drill, baby, drill ».
Lorsque les prix du pétrole augmentent, les centrales thermiques se tournent vers le gaz dont la combustion émet moins de CO2. D'après l'EPA, les émissions de GES ont baissé de 1,1 % en 2006 aux États-Unis, le Texas étant dans le peloton de tête des États polluants. L'étalement urbain des métropoles nord américaine a un lien avec els émissions de gaz à effet de serre, en raison des distances qui séparent les grandes villes et du moindre développement des transports en commun, en fonction des aléas climatiques : lorsque l'hiver est moins froid dans le Nord du pays, les émissions de dioxyde de carbone diminuent.